# Mtiuleti
Mtiuleti (in georgiano მთიულეთი?; letteralmente, "terra delle montagne") è una provincia storica situata nella Georgia orientale, lungo il versante meridionale della catena montuosa del Caucaso Maggiore. Inizialmente comprendeva la Valle dell'Aragvi Bianco, e confinava con la piccola regione di Gudamakari a est, Khando a sud, Tskhrazma a ovest e Khevi a nord. Mtiuleti occupa parte degli attuali distretti di Dusheti e Kazbegi e la regione (mkhare) di Mtskheta-Mtianeti. La cittadina (daba) Pasanauri, famosa per i suoi khink'ali, è il centro tradizionale della regione.
Nel suo senso più stretto originario, Mtiuleti comprende una comunità storica montana chiamata Tskhavati. Fin dal XIII secolo, le valli vicine di Khado e Gudamakari sono state anch'esse frequentemente considerate come parte di Mtiuleti.
Secondo una tradizione storica, Santa Nino, una battezzante donna dei georgiani, predicò il Cristianesimo qui all'inizio del IV secolo. Si parlerà poi di Mtiuleti e del suo popolo in relazione alla campagna militare georgiana del condottiero arabo Bugha al-Kabir, il cui esercito assaltò le regioni montane di Iberia/Kartli negli anni che vanno dall'850 all'860, ma senza aver ottenuto la sottomissione dei mtiuleti. Nei secoli seguenti, i mtiuleti rimasero sudditi fedeli alla corona georgiana, unendosi così, nei primi anni del Duecento, alla spedizione inviata dalla regina Tamara contro i clan ribelli montanari. Sotto Tamara, a causa della posizione strategica, Mtiuleti venne posto sotto l'amministrazione di ufficiali georgiani di alto rango come Abulasan, un viceré di Kartli, e Tchiaber, un cancelliere della Georgia. Successivamente, all'inizio del XIV secolo, Mtiuleti venne rivendicata da due potenti casate feudali, gli eristavi di Ksani e di Aragvi. Inizialmente sostenuta dal re di Georgia, la prima prevalse, ma per breve tempo. I vincitori finali, gli eristavi di Aragvi, governarono la regione fino a che nel 1743 non furono spossessati dal re di Georgia. Dal maggio al settembre del 1804, Mtiuleti fu teatro di un'inquietante rivolta contro la Russia imperiale, che aveva annessa la Georgia nel 1801. L'insurrezione rapidamente si estese alle regioni montane vicine, ma alla fine, dopo un duro combattimento, fu repressa dal comandante russo Pavel Tsitsianov.